# Niklas Hartmann
Niklas Hartmann (* 9. Dezember 1989 in  Münden) ist ein deutscher Fußballspieler. Er wuchs im hessischen Reinhardshagen auf und erlernte bei der dortigen SG Reinhardshagen das Fußball spielen.

## Karriere
Der Torwart erhielt zum 1. Juli 2009 einen Profivertrag beim Bundesligisten Arminia Bielefeld, nachdem er sich durch gute Leistungen in der U 23 für den bis 2010 datierten Vertrag als dritter Torhüter der Zweitligamannschaft empfohlen hatte. Sein Debüt in der 2. Bundesliga gab Hartmann am 30. Januar 2010 bei der 1:3-Niederlage beim FC Augsburg, nachdem der zweite Torwart Rowen Fernandez, der für den erkrankten Stammtorhüter Dennis Eilhoff in der Startelf stand, schon nach einer Viertelstunde verletzungsbedingt vom Platz musste.
Zur Saison 2011/12 wechselte Hartmann zu Rot-Weiß Oberhausen. Sein Debüt in der 3. Liga gab Hartmann am 19. November 2011 beim 2:1-Sieg gegen den SV Wehen Wiesbaden, in dem er den verletzten Stammkeeper Michael Melka vertrat.
In der Sommerpause 2015 schloss sich Hartmann dem KSV Hessen Kassel an. Er kam zunächst nur in den Spielen des Hessenpokals zum Einsatz und ersetzte am 5. Dezember 2015 im Spiel gegen Freiburg II (1:0) erstmals und für ein weiteres Spiel den rotgesperrten Kevin Rauhut. Für die Saison 2016/17 avancierte Hartmann zum Stammtorwart in Kassel.